# Lidia Wysocka
Lidia Wysocka (24. června 1916 – 2. ledna 2006 ve Varšavě) byla polská herečka.
Režisérka a herečka satirického divadla Wagabunda (1956–1968).

## Filmografie
- Kochaj tylko mnie (1935)
- Papa się żeni (1936)
- Wrzos (1938)
- Ostatnia brygada (1938)
- Gehenna (1938)
- Serce matki (1938)
- Doktór Murek (1939)
- Złota Maska (1939)
- Irena do domu! (Ireno, domů!) (1955)
- Sprawa pilota Maresza (Rozhodnutí pilota Mareše) (1955)
- Nikodem Dyzma (1956)
- Rozstanie (1960)
- Sekret (Po stopách tajemství) (1973)
- Zaczarowane podwórko (1974)
- W obronie własnej (1981)